# Kościół św. Cecylii w Cadolzburgu
Kościół św. Cecylii – barokowy kościół protestancki, znajdujący się w Cadolzburgu. Został zbudowany jako kościół parafialny margrabiów norymbersko-brandenburskich, dlatego jest też zwany kościołem margrabiów (Markgrafenkirche).

## Źródła
- Georg Stolz: August Gebeßler: Stadt und Landkreis Fürth (= Bayerische Kunstdenkmale. Band 18). Deutscher Kunstverlag, München 1963, DNB 451450957